# Distrikt Santiago de Surco
Der Distrikt Santiago de Surco ist einer der 43 Stadtbezirke der Region Lima Metropolitana in Peru. Er umfasst eine Fläche von 52 km². Beim Zensus 2017 wurden 329.152 Einwohner gezählt. Im Jahr 1993 lag die Einwohnerzahl bei 200.732, im Jahr 2007 bei 289.597. Der Distrikt wurde am 16. Dezember 1929 gegründet. Der Distrikt liegt auf einer Höhe von 72 m.

## Geographische Lage
Der Distrikt Santiago de Surco liegt 11,4 km südsüdöstlich vom Stadtzentrum von Lima. Er besitzt eine Längsausdehnung in SSW-NNO-Richtung von 12 km sowie eine maximale Breite von 4,2 km. Der Distrikt grenzt im Westen an die Distrikte Barranco, Miraflores, Surquillo und San Borja, im Norden an den Distrikt Ate, im Osten an die Distrikte La Molina und San Juan de Miraflores sowie im Süden an den Distrikt Chorrillos.